# Hans Lagerkvist
Hans Rudolf Valter Lagerkvist, född 15 juni 1923 i Frövifors, död 2 juni 1991 på Lidingö, var en svensk regissör och producent.
Lagerkvist studerade vid Stockholms högskola 1944–1947. Han anställdes vid Svensk Filmindustri 1946. 1958 övergick han till Sveriges Radio, och 1964–1969 var han underhållningschef vid TV.
Han var under en period från 1957 gift med skådespelerskan Gunwer Bergkvist.

## Filmografi
Enligt Svensk Filmdatabas:
Regi
- 1955 – Stampen
- 1955 – Ljuset från Lund
- 1956 – Skorpan
- 1957 – Made in Sweden
- 1957 – Linné
- 1960 – 16 år (TV-serie)
- 1962 – Halsduken (TV-serie)

Produktionsledare
- 1954 – I rök och dans

Roll
- 1953 – Dumbom

## Teater

### Regi
| År   | Produktion | Upphovsmän      | Teater       |
| ---- | --- | --------------- | ------------ |
| 1955 | I afton kl. 8: Jag talar till dig Talking to You | William Saroyan | Alléteatern  |
| 1962 | Pappa, pappa, stackars pappa, mamma har hängt dig i garderoben och jag känner mig så nere Oh Dad, Poor Dad, Mama's Hung You in the Closet and I'm Feelin' So Sad | Arthur L. Kopit | Idéonteatern |

## Radioteater

### Regi
| År   | Produktion        | Upphovsmän    |
| ---- | ----------------- | ------------- |
| 1963 | Trivselmyra story | Lars Björkman |